# 8月23日 (旧暦)
旧暦8月23日は旧暦8月の23日目である。六曜は赤口である。

## できごと
- 承保元年（ユリウス暦1074年9月16日） - 延久より承保に改元
- 治承4年（ユリウス暦1180年9月14日） - 石橋山の戦い。約3百騎の源頼朝が約3千騎の大庭景親に敗れる
- 嘉慶元年/元中4年（ユリウス暦1387年10月5日） - 北朝が至徳より嘉慶に改元
- 大永元年（ユリウス暦1521年9月23日） - 戦乱、天変などの災異のため、永正より大永に改元
- 嘉永7年（グレゴリオ暦1854年10月14日 ）- 日英和親条約調印
- 安政2年（グレゴリオ暦1855年10月3日） 薩摩藩、江戸の薩摩藩邸前の海で、初の国産蒸気船雲行丸の試運転に成功
- 明治元年（グレゴリオ暦1868年10月8日 ）- 戊辰戦争: 会津藩の白虎隊・二番士中隊員20人が飯盛山で自刃
- 明治4年（グレゴリオ暦1871年10月20日） - 華族・士族と平民の間の結婚が許される

## 誕生日
- 寛政5年（グレゴリオ暦1793年9月27日） - 遠山景元（遠山金四郎）、江戸町奉行・大目附（+ 1855年）
- 寛政5年（グレゴリオ暦1793年9月27日） - 徳川斉朝、第10代尾張藩主（+ 1850年）

## 忌日
- 建興12年（ユリウス暦234年10月3日） - 諸葛亮、蜀の宰相（* 181年）
- 正応2年（ユリウス暦1289年9月9日） - 一遍、時宗開祖（* 1239年）
- 雍正13年（グレゴリオ暦1735年10月9日） - 雍正帝、清の5代皇帝（* 1678年）